# Beauvoir-sur-Niort
Beauvoir-sur-Niort é uma comuna francesa na região administrativa da Nova Aquitânia, no departamento de Deux-Sèvres. Estende-se por uma área de 23,48 km². Em 2010 a comuna tinha 1 798 habitantes (densidade: 76,6 hab./km²).